# Boletín Latinoamericano y del Caribe de Plantas Medicinales y Aromáticas
Das Boletín Latinoamericano y del Caribe de Plantas Medicinales y Aromáticas, abgekürzt Bol. Latinoam. Caribe Plantas M., ist eine wissenschaftliche Fachzeitschrift, die von der Universität Santiago de Chile veröffentlicht wird. Die Zeitschrift erscheint derzeit mit sechs Ausgaben im Jahr. Es werden Arbeiten veröffentlicht, die sich mit Arznei- und Gewürzpflanzen beschäftigen.
Der Impact Factor lag im Jahr 2014 bei 0,325. Nach der Statistik des ISI Web of Knowledge wird das Journal mit diesem Impact Factor in der Kategorie Pharmakologie und Pharmazie an 247. Stelle von 254 Zeitschriften geführt.